# Shader jazyk
Shader jazyk (nebo také jazyk pro psaní shaderů či shaderovací jazyk z anglického shading language) je speciální programovací jazyk sloužící k programování shaderů. Shadery jsou programy určené k řízení jednotlivých fází programovatelného grafického řetězce grafické karty (přesněji GPU). V dnešní době se jedná téměř výhradně o vyšší programovací jazyky, avšak v počátcích vývoje programovatelného řetězce byly k jeho řízení používány programy psané v nižších programovacích jazycích .

## Jazyky této kategorie
K nejznámějším jazykům této třídy patří:
- OpenGL Shading Language (GLSL) – Vyšší programovací jazyk určený primárně pro použití s OpenGL.
- Cg programming language – Jazyk vyvinutý společností NVIDIA.
- High Level Shader Language (HLSL) – Vyšší programovací jazyk společnosti Microsoft podobný jazyku Cg. HLSL je určen pro rozhraní DirectX (verze 8 nebo vyšší) a konzole Xbox/Xbox 360.

Mezi nižší shaderovací jazyky patří dříve používaný jazyk OpenGL Assembly Language (ARB).